# Jôf Fuart
Jôf Fuart (niem. Wischberg, słoweń. Viš) – szczyt w Alpach Julijskich, w Alpach Wschodnich. Leży we Włoszech, blisko granicy ze Słowenią. Szczyt sąsiaduje z Jôf di Montasio i Kanin. Niedaleko leżą też między innymi Mangart i Triglav. Najbliżej położone miejscowości to Tarvisio we Włoszech i Villach w Austrii.